# Boštjan Rezman
Boštjan Rezman (* 12. Dezember 1980 in Slovenj Gradec) ist ein ehemaliger slowenischer Straßenradrennfahrer.

## Sportlicher Werdegang
Boštjan Rezman begann seine Karriere 2004 bei dem slowenischen Radsportteam Sava. In seinem zweiten Jahr dort wurde er Dritter bei der slowenischen Meisterschaft im Straßenrennen. 2006 wurde er Zweiter der Gesamtwertung bei der Steiermark-Rundfahrt hinter seinem Landsmann Simon Špilak. Von 2007 bis 2010 fuhr Rezman für das Continental Team Radenska KD Financial Point. 2008 verpasste er als Zweiter der Trofeo Città di Brescia noch kanapp seinen ersten Sieg bei einem internationalen Rennen. In der Saison 2009 gewann er dann die letzte Etappe bei The Paths of King Nikola und wurde Achter der Gesamtwertung.
Nach mehreren Teamwechseln ohne weitere zählbare Erfolge beendete Rezman nach der Saison 2013 im Alter von 33 Jahren seine Karriere als Radrennfahrer.

## Erfolge
2009
- eine Etappe The Paths of King Nikola